# 尖吻鲭鲨
尖吻鯖鯊（學名：Isurus oxyrinchus），又名灰鯖鯊、短鰭鯖鯊、馬加鯊、煙仔沙，是軟骨魚綱鼠鯊目鼠鯊科中體型較大的鯊魚。與牠的近親長鰭鯖鯊（I. paucus）同屬鯖鯊屬。

## 分佈
尖吻鯖鯊分佈在溫帶及熱帶的離岸海域。牠們是遠洋的物種，出沒於海面至水深150米處。牠們很少會在水溫低於16℃的地方出現。
尖吻鯖鯊在世界各地都可以見到。在西大西洋，可以從阿根廷及墨西哥灣至加拿大的新斯科舍。在加拿大牠們不怎麼繁盛，原因是牠們較喜歡溫暖的海水，但也不算稀少。尖吻鯖鯊亦會出現在劍魚的同一海域，因為劍魚是牠們的食物來源，而兩者均喜歡相似的生活環境。

## 解剖及外觀

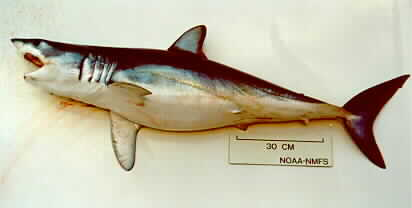
尖吻鯖鯊的外觀

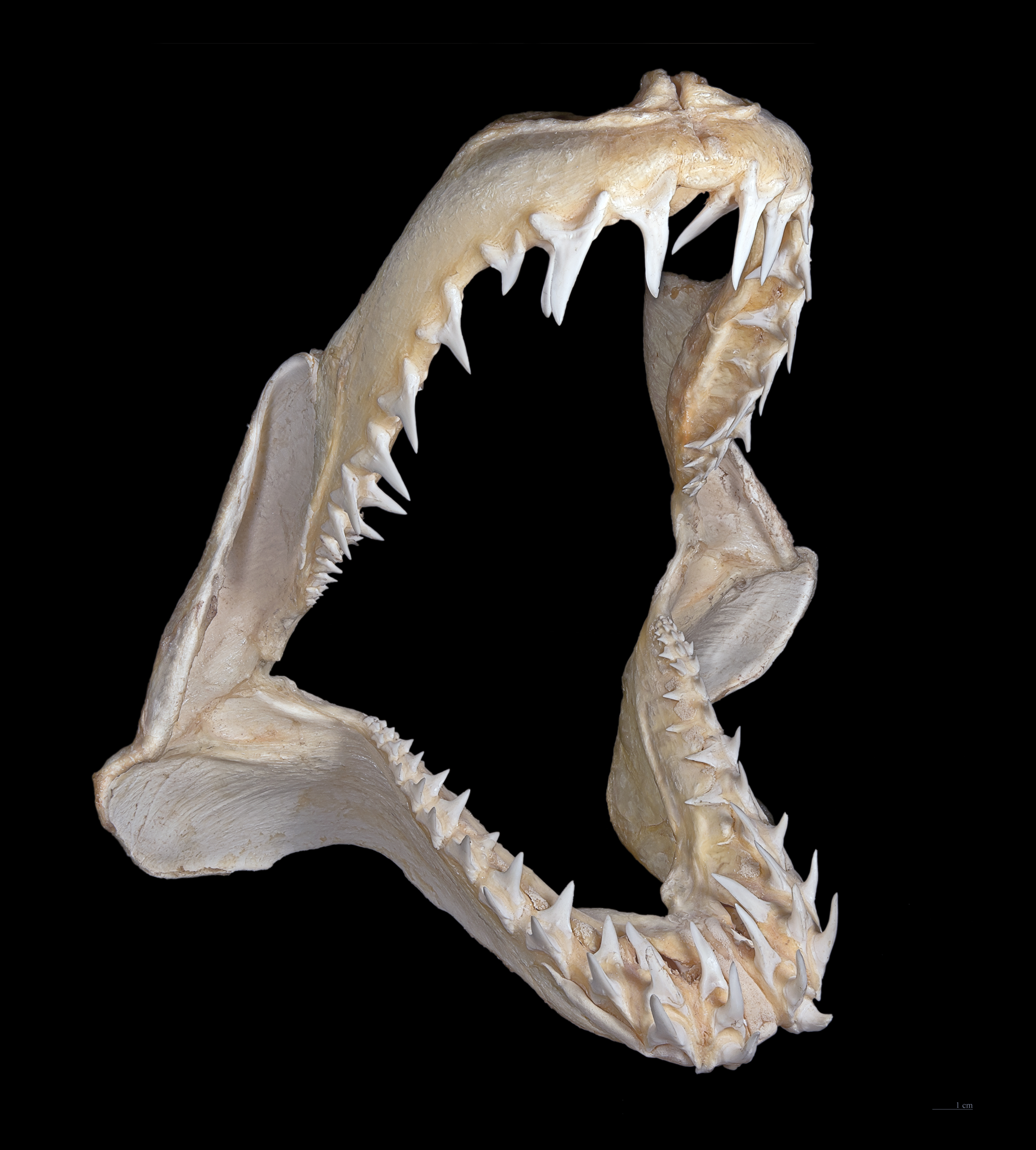
Isurus oxyrinchus

尖吻鯖鯊背部呈青色，腹部則呈白色。雖然雄性與雌性的生長率差不多一致，但相信雌性較長壽，且較雄性大及重。尖吻鯖鯊最廣為人知的是牠們在水中的速度及躍起的能力。尖吻鯖鯊比其他的鯊魚有較好的水動力學形狀，加上鼠鯊科一般的好氧肌肉質量較高，可見牠們有驚人的速度。
尖吻鯖鯊的身體光滑細長，鼻端呈長錐形。牠的胸鰭很短，尾鰭呈半月形。尾巴底部有明顯的龍骨。第二背鰭較第一背鰭明顯為小。牙齒幼長及輕微彎曲，當嘴巴緊合時仍可看見牙齒。

## 體型
雌鯊成年體長約2公尺，雄鯊成年體長約1.3公尺，常見的最大體型約3.7公尺。由於雌雄體型差異，幾乎體長2.5公尺以上者皆為雌鯊。
記錄中最大的體長為4.45公尺，於1973年捕獲於法國的Six-Fours les-Plages，另1876年於突尼西亞亦曾捕獲一個體，長4.25公尺。

## 飲食
尖吻鯖鯊主要以硬骨魚為食，包括鯖魚、鮪魚、鰹魚及劍魚，但亦會吃其他鯊魚、鼠海豚科及海龜。

## 行為
尖吻鯖鯊的速度紀錄為每小時50公里，亦有報告指牠們可以達至每小時74公里。牠們可以躍起達9米高。由於其速度及敏捷，牠們被用來作為狩獵的對象。牠們是高度遷移性的。牠們亦是四種恆溫鯊魚之一，這可以幫助牠們游得更快。
尖吻鯖鯊的壽命仍是個謎，懷疑牠們可以達到11至23歲。

## 生殖
尖吻鯖鯊是卵胎生的。妊娠期約為15至18個月。在尖吻鯖鯊母體內的胚胎會互相消耗對方來取得養份，這是子宮內同類相食。
雌性尖吻鯖鯊一般在體長達3米時會性成熟。於妊娠期的15至18個月內，發展中的胚胎會在子宮內吃未受精卵。4至18隻生存的幼鯊會在深冬及初春出生，出生時約70厘米長，在發展期間牠們不會有胎盤連接。估計雌性在產下幼鯊後須休息18個月。

## 經濟利用
食用魚，適合各種烹調，皮後可做成皮革，顎骨和牙齒可做成裝飾品，魚肝可製成魚肝油。現時已因過度捕獵而瀕危。

## 保育狀況
其被列為《瀕危野生動植物種國際貿易公約》附錄二的物種，被限制出口及貿易。

## 註腳
1. ↑  Rigby, C.L., Barreto, R., Carlson, J., Fernando, D., Fordham, S., Francis, M.P., Jabado, R.W., Liu, K.M., Marshall, A., Pacoureau, N., Romanov, E., Sherley, R.B. & Winker, H. . The IUCN Red List of Threatened Species. 2019, 2019: e.T39341A2903170.
2. ↑  R. Aidan Martin. . ReefQuest Centre for Shark Research.   [2006-08-12]. （原始内容存档于2019-10-03）.

- Froese, R. & Pauly, D. (eds.) (2011). Isurus oxyrinchus. FishBase. Version 2011-12.
- 台灣魚類資料庫 （页面存档备份，存于）